# パワーギャング
『パワーギャング』(POWER GANG)は、かつてテレビ北海道で放送されていた音楽バラエティ番組。

## 沿革

### 道内発の「アイドル番組」として誕生
- 1995年4月20日『月刊TV POWER GANG』として放送開始。毎月第3木曜日の25時15分 - 25時45分（以下JST）放送。出演者は当時フジテレビ（道内はuhb）で放送されていた「天使のU・B・U・G」にレギュラー出演していた水野あおい、矢部美穂、井上麻美、山口リエに加え、アイドルグループのMelodyなどといった顔ぶれ。
- ローカル局としては近年珍しいアイドル番組として、毎回道内ロケを行ったり、不定期でライブイベントを開催するなどの企画でカルトな人気を集め、道外でも放送してほしいといった声が殺到するほどであった。
- また、1996年4月から6月まで水曜25時40分から5分間のミニ番組『POWER GANG倶楽部』が放送されていた。
- 水野あおいの「楽園～パラダイス～」がオープニングテーマ曲として採用されたことがある。

### 週刊化・そして発展期
- 1997年7月3日、番組は毎週木曜日の25時15分からの15分番組に縮小。番組名も『週刊TV POWER GANG』と改題。これと前後して水野、Melodyなどが卒業し、新たに村田和美がメインMCとなった。また、アイドルのみならず、若手アーティストも出演するなど、よりJ-POPに特化した番組となった。
- 1998年4月2日、番組タイトルが『北海道発!音楽バラエティ番組 パワーギャング』となる。また、同時期に始まったイベント「GOLDENマーケット」で毎年スペシャルライブを開催。村田の他、パイレーツ、仲間由紀恵、平家みちよ、カントリー娘。など数多くのアイドル、アーティストが出演していた。
- 1998年9月の放送では村田和美と藤森夕子が道内某市の美容室で対談を行い、藤森の意外な過去も明かされた。
- 1999年にナビゲーターが北川久仁子に交代。同年には4人組の女性アイドルユニットをプロデュース。番組内でユニット名を公募し、「B True（ビートゥルー）」と命名。シングル2枚をリリースした。

### 放送時間移動と番組終了
- 2001年4月5日、木曜25時台から26時20分 - 26時35分に放送時間が繰り下げられ、同年7月からは火曜日26時40分 - 26時55分に移動する。この頃から、視聴率は低迷するようになる。末期にはアイドルグループの「ホワイトストーム」がナビゲーターとして出演していたものの、結局かつての勢いを取り戻すことが出来ず、2002年6月25日（26日未明）の放送をもって終了。最終回のエンディングではメンバー達が淋しい表情で番組終了の旨を伝え、“パワーギャング・これにて撤収!”のエンドカードが出て7年3ヵ月の歴史に幕を下ろした。ちなみに最終回のエンディング曲はエスカーゴの「空想ゲーム」だった。

### 番組終了後
- パワーギャング終了から1年3ヵ月後、水曜日25時45分 - 26時にて『なまら山わさび』（2003年10月8日 - 2004年3月24日）がスタート（スーパーナビゲッティーズ他が出演）したが、アニメ「魁!!クロマティ高校」放送後の穴埋め番組だったこともあり、半年で終了。その後テレビ北海道自社制作におけるアイドルバラエティ番組はそれから3年半後の2007年10月5日にスタートした『Kunoichi.TV』（ - 2008年9月25日）まで登場しなかった。
- また、GOLDENマーケットのステージショーはその後、お笑い芸人が多数出演するようになったが、近年はローカルアイドルグループの出演が目立ってきている。
- 番組プロデューサーを務めた棟方貴史はその後、芸能プロダクション『パワーギャングエンタテインメント』を設立。鮎川穂乃果などのアイドルをプロデュースしている。

## スタッフ
- 編成：仲谷泰典 (TVh)
- 広報：渡辺晶子→長澤直子（ホットハート）
- 演出・プロデューサー：棟方貴史
- 企画・制作：ホットハート